# YBSニュース
『YBSニュース』（ワイビーエスニュース）は、山梨放送（YBSテレビ）で放送されているローカルニュース番組。山梨県内のニュースを取り扱っている。

## 概要
2006年3月まではタイトルが『山日YBSニュース』で、ニュースの見出しはワイドニュースと同じものを使用していた。また、日曜日にも17:25 - 17:30に放送されていた。日曜日にはローカルワイドニュース番組が無いため、この番組で修学旅行の安否情報を伝えていた。
1997年ごろは、テーマソングにMALTAの「DREAM」(MALTAのアルバム「EMISSION」(1990年6月21日ビクターより発売)の9曲目に収録)のイントロを使用していた。
同年4月からタイトルが『YBSニュース』になり、タイトルロゴも『YBSワイドニュース』と同じフォントに変更され、ワイドニュースと別の見出しを使用するようになった。日曜日には『VENTスポ!』（日曜 16:55 - 17:30）にニュースコーナーを設け、日曜日夕方の放送を廃止した。さらに、スタジオの映像は2006年3月まではニュース深夜便と同じように報道スタジオにキャスターひとり、下部に見出しという画面構成で放送されていたが、2006年4月からは平日の放送は背景にライブカメラの映像をクロマキー合成したものを流し、画面右側にキャスター、左上にニュース映像（画面左端から登場して左上まですばやく移動）、下部に見出しという画面構成に変更された（日曜版とワイドニュースなどとの差し替えの場合には報道スタジオから放送）。同年7月にオープニングとエンディングの映像およびBGMが変更された。
2008年4月には再び日曜夕方の放送を17:19 - 17:30の枠で再開した。これに伴い、『VENTスポ!』の放送時間が短縮された。2011年4月からは『山梨スピリッツ』開始に伴い同番組内でニュースコーナーを放送していたが、2013年4月から2019年3月まで再び単独番組として放送されていた。2008年10月には『NNNニューススポット』が終了したのに伴い、20:54 - 21:00に放送されるようになった。
平日の11:40（2007年9月までは11:44）から放送されているものでは、番組の終了後に11:43（2007年9月までは11:47）に天気予報を伝えているが、解説はニュースを担当したアナウンサーが兼任する。
2007年4月2日から15時台のニュースの放送時間が枠としては5分から3分に短縮された。この番組はエンディングを含めて3分で放送し、次の番組には（ライオンのごきげんよう）ステーションブレイク無しで接続していた。ただし、それ以前も番組自体はエンディングも含めて3分で構成され、残りはCMであったため、番組の放送時間自体はほとんど変っていない。
2013年4月以降、15時台のニュースは『ててて!TV』内で放送され、その日に放送予定の『YBSワイドニュース』の内容紹介が同番組内で行なわれている。
土曜版は2011年4月より『news every.サタデー』の後に放送。前半で県内ニュースを伝え、CMを挿んで後半で天気情報を伝える。
2013年まで重大事件などが発生し、15:50からNNN特番（『news every.』特報）が放送される場合はこの番組終了後の15:53から2分間フィラー映像やCMを流して15:55からの特番に接続していた。フィラー映像が流される場合には、その間NNN特番を放送するために番組を変更するという主旨のテロップが表示されていた。
年末年始など特別番組が放送されるときには『YBSワイドニュース』と差し替えて放送することがある。この場合にはライブカメラの映像を合成せず、報道スタジオからニュースを伝える。また、天気予報も放送する。過去には修学旅行の安否情報も扱っていた。このパターンでは5分の枠で放送することが多いが、2007年12月27日は18:20から10分の枠で放送された。
ニュースによっては、当日放送されたニュースを『news every.』や『news zero』、『真相報道 バンキシャ!』、『日テレNEWS24』などでも放送されることがある。
この番組の旧タイトルである「山日YBSニュース」は、山梨放送本社（山梨文化会館）に設置されている電光掲示板で流されているニュースのタイトルでもある。山梨放送のWebサイトで流されているフラッシュニュースと同じ内容のものが流されている。
番組進行はYBSアナウンサーが持ち回りで担当するが、YBSワイドニュースを担当するキャスターは緊急ニュースや選挙関連のニュースを除き基本的に担当しない。
2023年9月23日、この日が「やまなし手話言語の日」であり同局の開局70周年の開局70周年プロジェクトの一環として当局初の手話ニュースを2回（17:20と20:54）放送した。

## 放送時間
- 平日 11:38:50 - 11:45
- 土曜 17:20 - 17:30
- 火曜 - 土曜 20:54 - 21:00（前後の番組によって時間移動や休止の場合あり）
- 日曜 17:20頃 - 17:25頃（『山梨スピリッツ』内）